# Bürgermeister von Maui County
Der Bürgermeister von Maui County ist der oberste Exekutivbeamte des County of Maui im Bundesstaat Hawaii. Der Bürgermeister hat die kommunale Zuständigkeit für die Inseln Kahoolawe, Lanai, Maui und Molokai. Der Bürgermeister von Maui County ist der Nachfolger des königlichen Gouverneurs von Maui im Königreich Hawaii.
Der derzeitige Bürgermeister von Maui County ist der ehemalige Staatsanwalt Richard Bissen. Bissen wurde 2022 zum Bürgermeister gewählt und besiegte damit seinen Vorgänger Mike Victorino. Zu den prominenten ehemaligen Bürgermeistern gehört Linda Lingle, die sechste Gouverneurin von Hawaii und erste weibliche Gouverneurin, die von 1991 bis 1999 Bürgermeisterin war.

## Liste der Bürgermeister von Maui County
| Bürgermeister      | Beginn der Amtszeit | Ende der Amtszeit | Anmerkungen                                                                                  |
| ------------------ | ------------------- | ----------------- | -------------------------------------------------------------------------------------------- |
| Elmer Cravalho     | 2. Januar 1969      | 24. Juli 1979     | Erster Bürgermeister von Maui                                                                |
| Hannibal Tavares   | Oktober 1979        | 2. Januar 1991    | Tavares gewann eine Sonderwahl im Oktober 1979, nachdem Cravalho im Juli zurückgetreten war. |
| Linda Lingle       | 2. Januar 1991      | 2. Januar 1999    | 6. Gouverneur von Hawaii 2. Dezember 2002 – 6. Dezember 2010                                 |
| James „Kimo“ Apana | 2. Januar 1999      | 2. Januar 2003    |                                                                                              |
| Alan Arakawa       | 2. Januar 2003      | 2. Januar 2007    |                                                                                              |
| Charmaine Tavares  | 2. Januar 2007      | 2. Januar 2011    |                                                                                              |
| Alan Arakawa       | 2. Januar 2011      | 2. Januar 2019    |                                                                                              |
| Michael Victorino  | 2. Januar 2019      | 3. Januar 2023    |                                                                                              |
| Richard Bissen     | 2. Januar 2023      | heute             |                                                                                              |